# Cymbalophora pudica
Cymbalophora pudica és una espècie de lepidòpter ditrisi de la família dels erèbids (Erebidae), subfamília Arctiinae.
Com altres espècies del gènere Cymbalophora els mascles són capaços d'emetre xiulets amb les seves ales mentre volen.

## Descripció
L'envergadura dels imagos varia de 35 a 42 mm.
Volen d'agost a setembre.

## Distribució
Es troba a Portugal, Espanya, meitat sud de França, illes i àrees mediterrànies fins als Balcans i oest de l'Àfrica del Nord.

## Hàbitat
Aquesta espècie aprecia la vegetació baixa herbàcia, seca, rica en poàcies (gramínies), en marges i clarianes de boscos clars, sobretot a la plana.

## Biologia
Les papallones tenen una activitat essencialment nocturna.
Les larves s'alimenten sobre nombroses plantes baixes; aquesta espècie és univoltina.

## Galeria

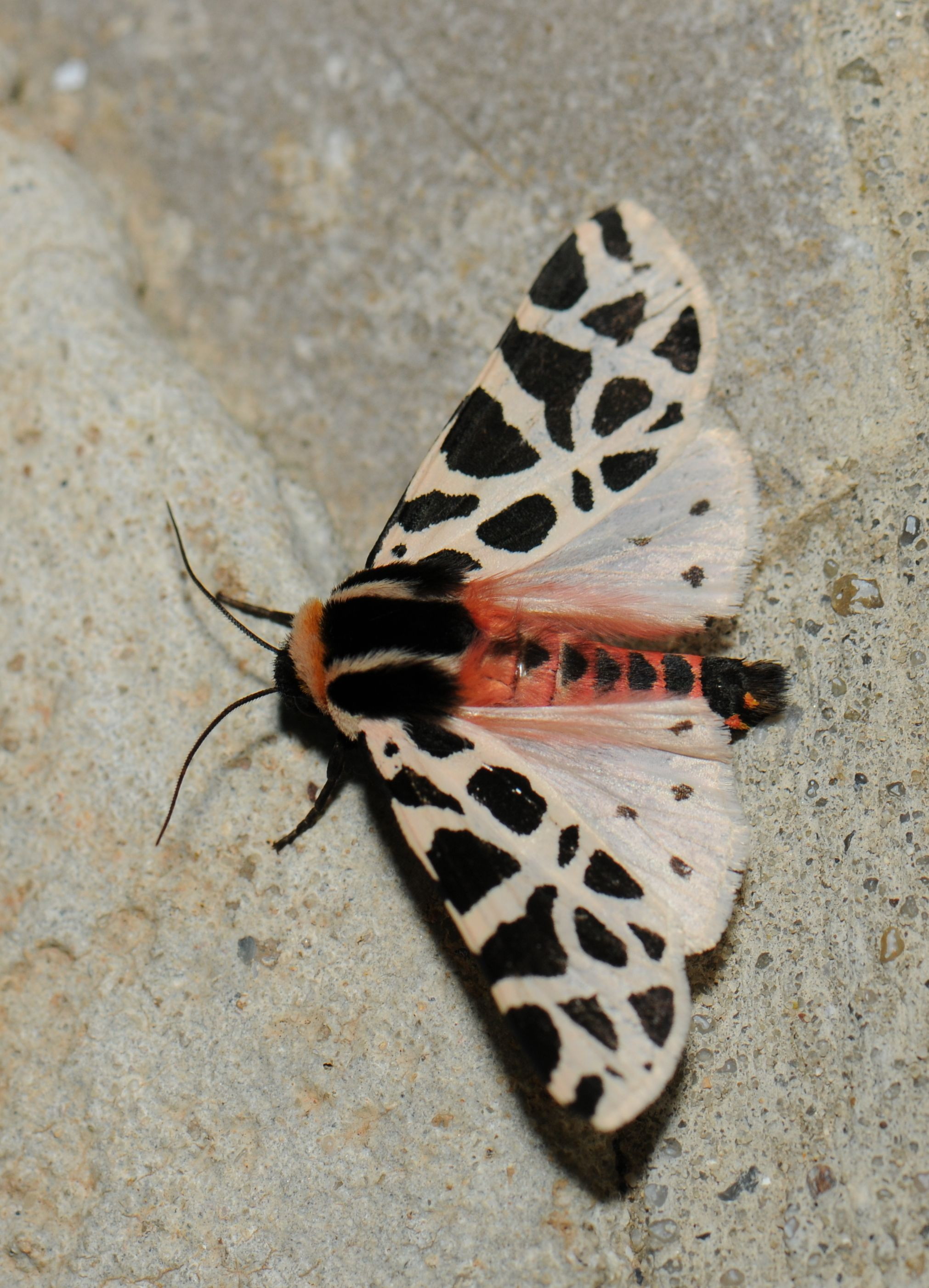
Cymbalophora pudica
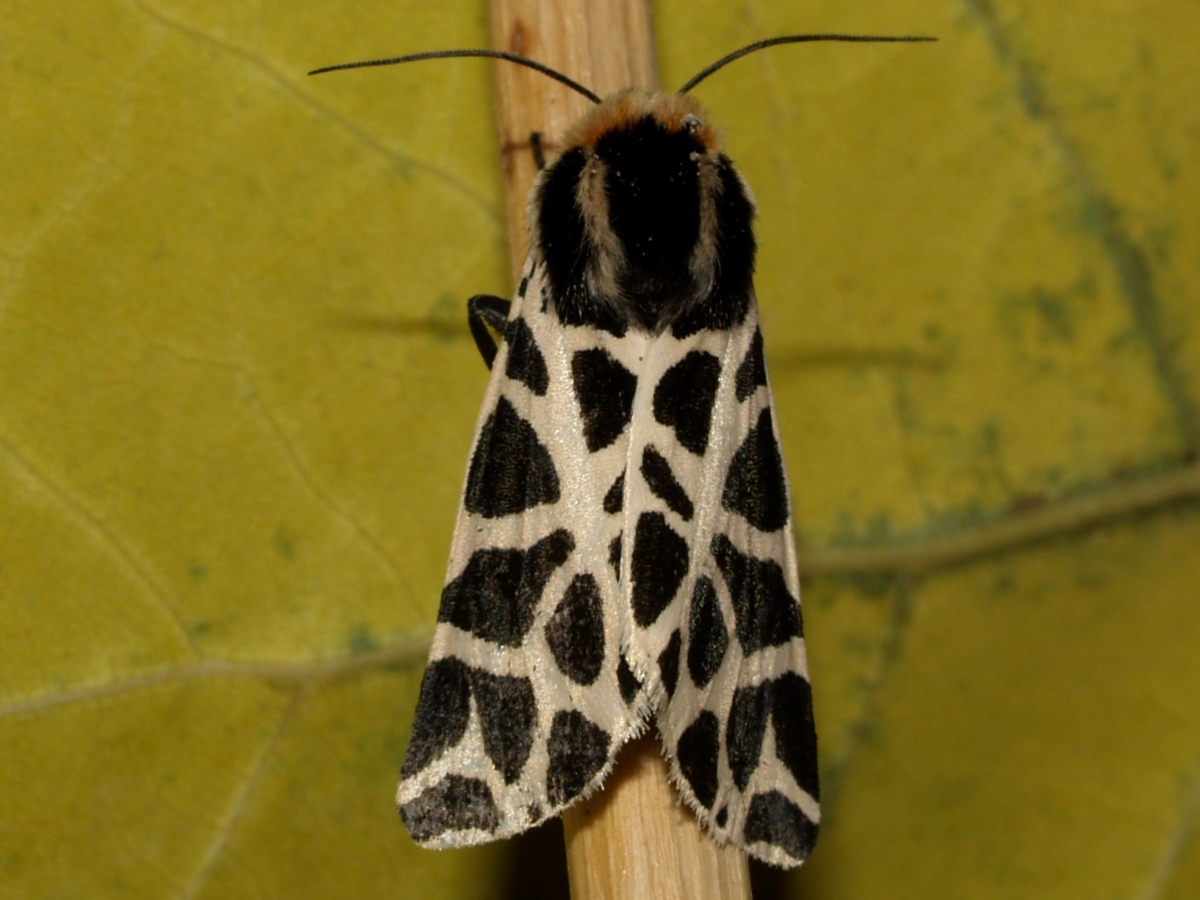
Cymbalophora pudica
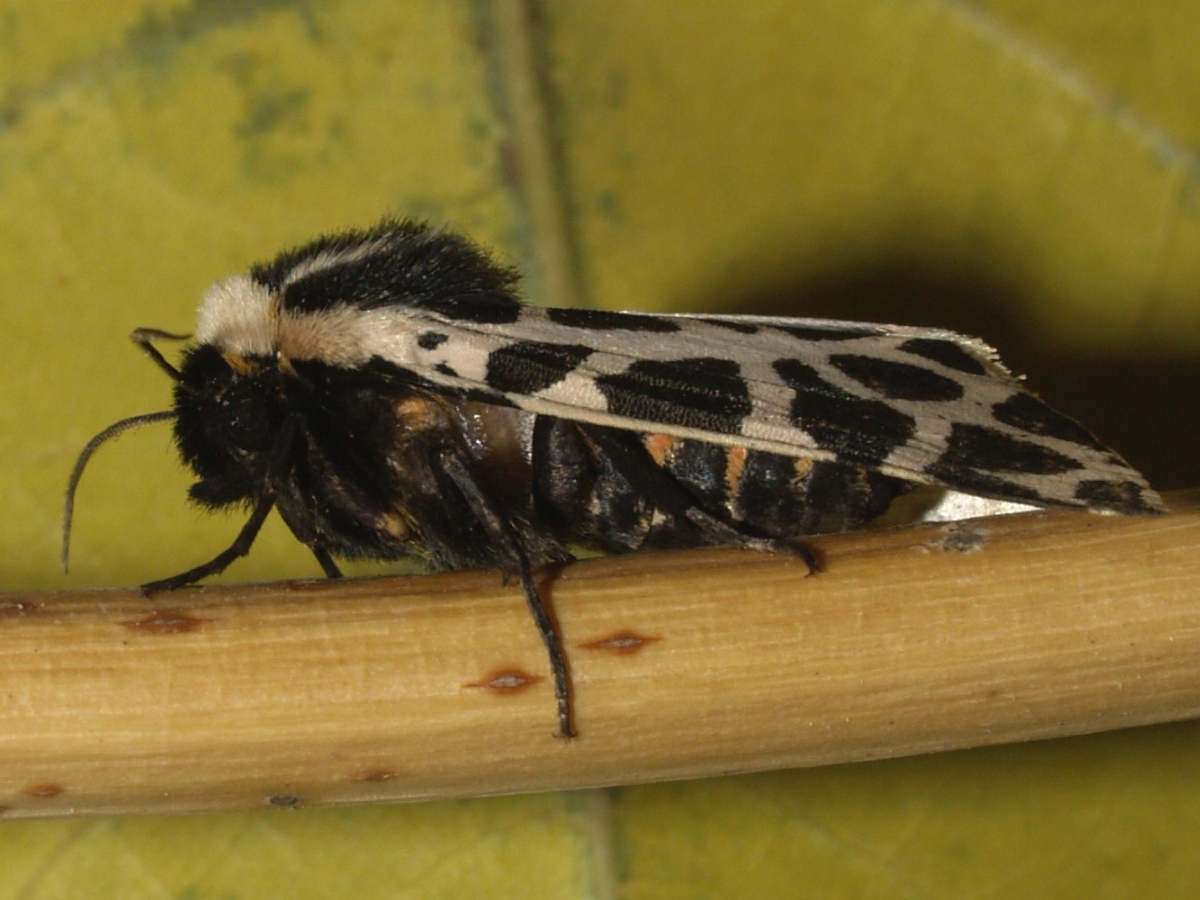
Cymbalophora pudica
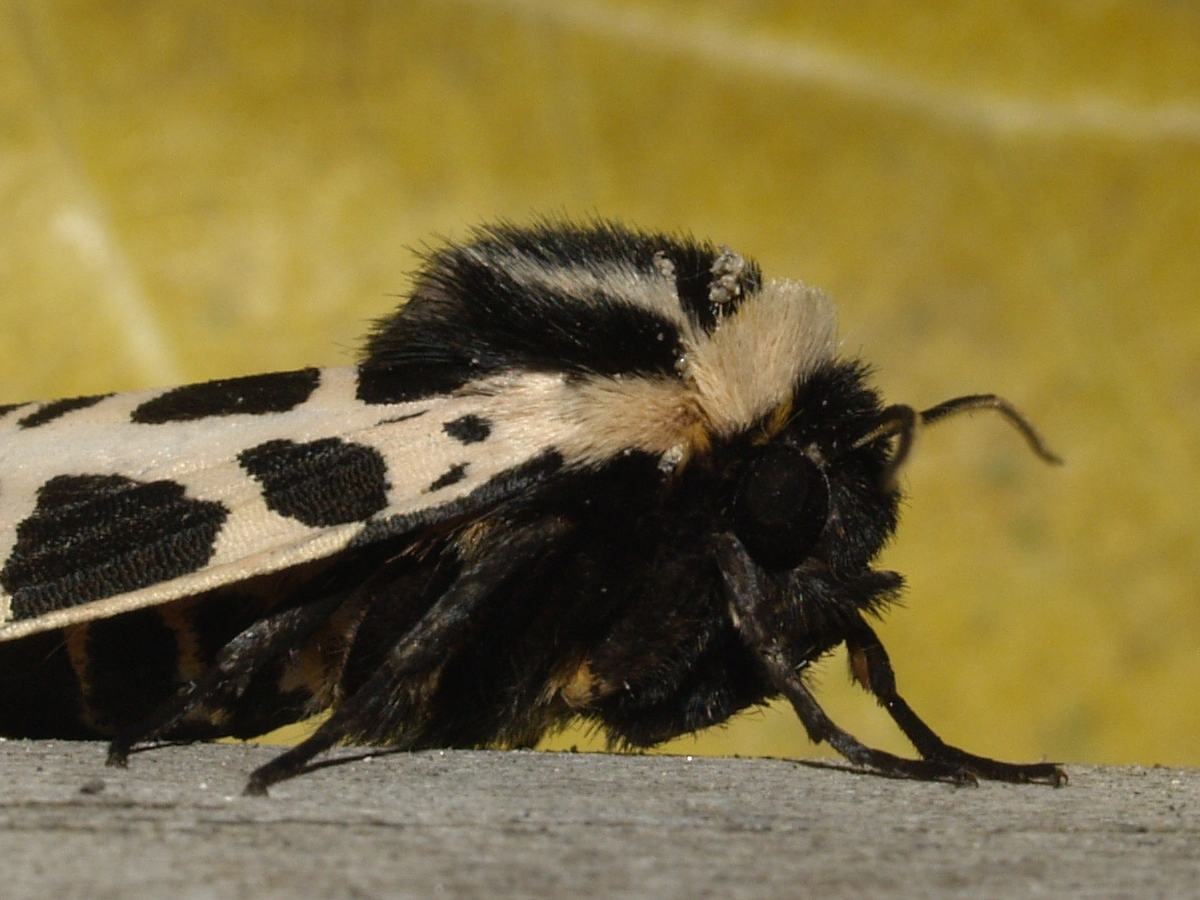
Cymbalophora pudica
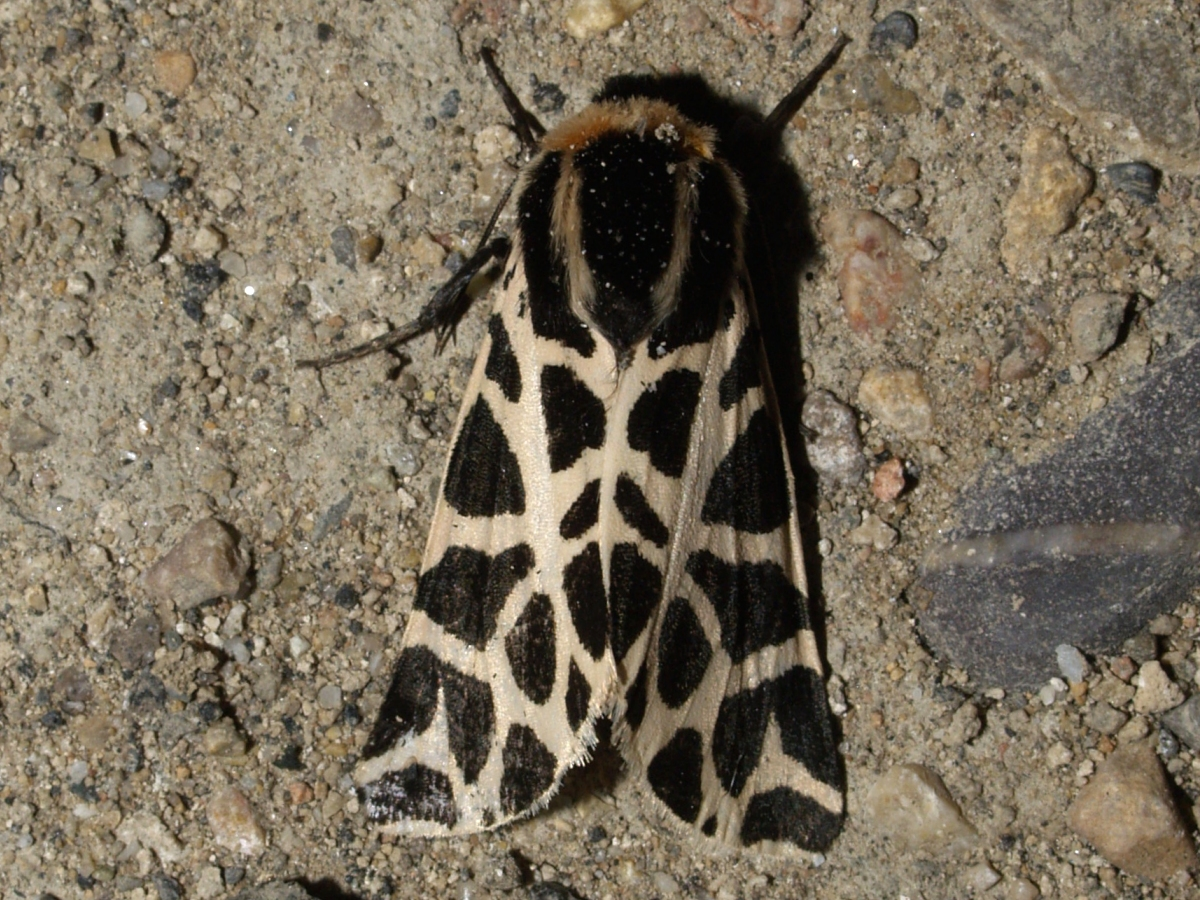
Cymbalophora pudica
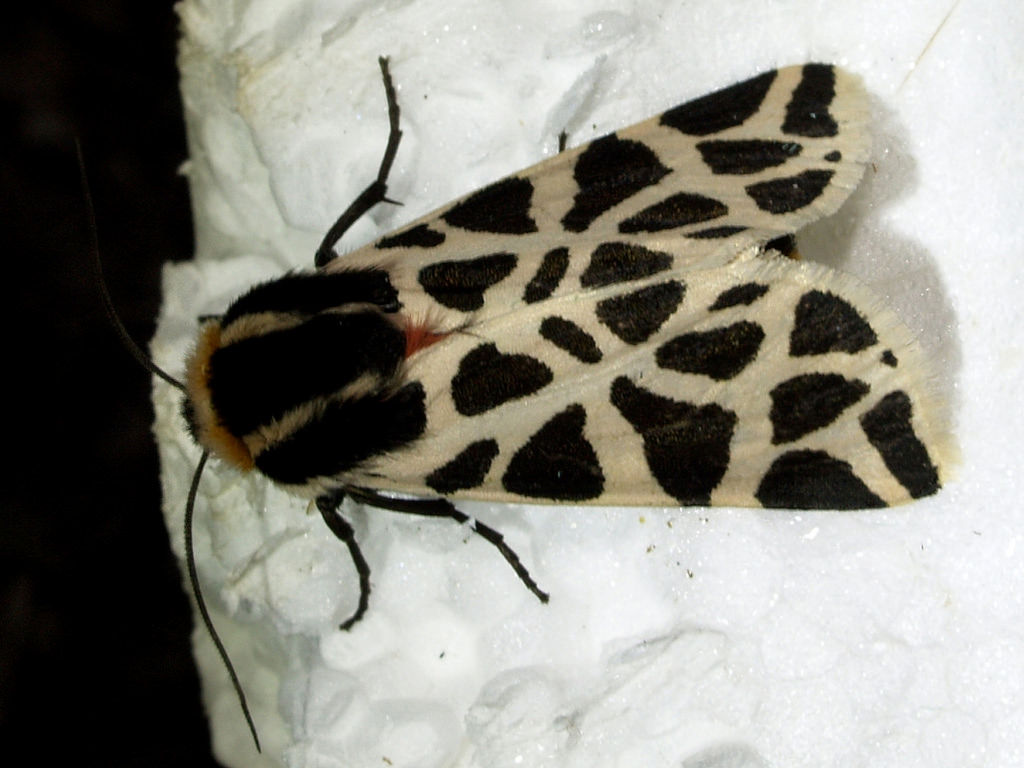
Cymbalophora pudica
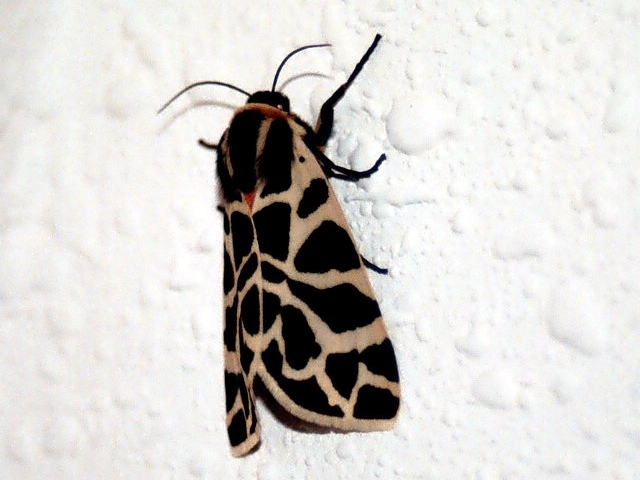
Cymbalophora pudica